# کوشوروپاتا
کوشوروپاتا (به اسپانیایی: Cushuropata) یک کوه در پرو است. کوشوروپاتا ۵٬۰۰۰ متر بالاتر از سطح دریا واقع شده‌است.